# 细穗腹水草
细穗腹水草（学名：Veronicastrum stenostachyum sp. stenostachyum）为玄参科腹水草属下的一个亚种。

## 扩展阅读
- 維基物種上的相關：细穗腹水草